# Martin Zeman
Martin Zeman (ur. 28 marca 1989 w Taborze) – czeski piłkarz występujący na pozycji lewego pomocnika. Od 5 stycznia 2022 roku jest wolnym zawodnikiem. Były juniorski i młodzieżowy reprezentant Czech. Srebrny medalista mistrzostw świata do lat 17 w 2006.

## Sukcesy

### Klubowe
Sparta Praga
- Mistrzostwo Czech: 2009/2010

Viktoria Pilzno
- Mistrzostwo Czech: 2012/2013, 2017/2018

### Reprezentacyjne
Czechy U-17
- Wicemistrzostwo Europy: 2006

## Życie prywatne
Od 20 grudnia 2012 żonaty z Kristýną, z którą ma trzech synów: Martina, Maxima i Matyáša. 